# Programm zur Eingliederung in die Berufs- und Arbeitswelt
Mit dem Programm zur Eingliederung in die Berufs- und Arbeitswelt (EIBE) des Hessischen Kultusministeriums soll Jugendlichen des Bundeslands der Einstieg in die Berufs- und Arbeitswelt erleichtert werden. Es wird gefördert vom Europäischen Sozialfonds. Ein erster Förderzeitraum umfasste die Jahre 2000 bis 2006, der aktuelle Zeitraum die Jahre 2007 bis 2013. Laut Informationen der ministeriumsbetreuten Website "Berufliche Bildung Hessen" werden im Schuljahr 2008/2009 an 65 Hessischen Berufsschulen ca. 3.600 Jugendliche im Alter von bis zu 19 Jahren im Rahmen der EIBE-Maßnahme beschult.
In die Fördermaßnahme werden Jugendliche und junge Erwachsene aufgenommen, die nach § 59 Abs. 3 des Hessischen Schulgesetzes der verlängerten Vollzeitschulpflicht unterliegen, mindestens neun Schuljahre eine allgemeinbildende Schule besucht haben und das achte Schuljahr durchlaufen haben. Jugendliche und junge Erwachsene, die bereits die verlängerte Vollzeitschulpflicht erfüllt haben und in keinem Berufsausbildungsverhältnis stehen, können nach § 62 Abs. 3 des Hessischen Schulgesetzes durch die Teilnahme an einer EIBE-Maßnahme von ihrem Recht auf Berufsschulbesuch Gebrauch machen.
Die EIBE-Maßnahmen richten sich nach der Projektdefinition an benachteiligte Jugendliche und junge Erwachsene in der Regel zwischen 16 und 19 Jahren mit Wohnsitz in Hessen, die eine besondere Förderung benötigen, weil sie von Arbeitslosigkeit bedroht sind. Dazu gehören:
- Jugendliche, die keinen Hauptschulabschluss erreicht haben bzw. deren schlechter Abschluss einen Übergang in ein Ausbildungsverhältnis erschwert,
- Jugendliche mit Migrationshintergrund einschließlich Aussiedlerinnen und Aussiedler und
- Jugendliche aus Lern- und Erziehungshilfeschulen.